# Die Seelen im Feuer
Die Seelen im Feuer ist ein deutsch-österreichischer Fernseh-Historienfilm des ZDF zu den Bamberger Hexenverfolgungen. Filmvorlage war der 2008 erschienene, gleichnamige historische Roman von Sabine Weigand.

## Handlung
Deutschland 1630:
Das Heilige Römische Reich ist in den Wirren des Dreißigjährigen Krieges zerrüttet, im Volk herrscht Aberglaube, die weltlichen und geistlichen Obrigkeiten herrschen mit harter Hand.
Zu dieser Zeit führt der junge Arzt Cornelius Weinmann im fortschrittlichen, von Barock und Gelehrtheit geprägten Wien wissenschaftliche Studien durch.
Als Cornelius die Nachricht erreicht, dass sein Vater im Sterben liegt, reist er in seine Heimatstadt Bamberg – eine rückständige Kleinstadt, die unter einem harten geistlichen Herrn leidet.
Gleich nach Cornelius’ Ankunft verstirbt sein Vater in seinem Beisein.
Cornelius fällt in Trauer, die Stadt seiner Kindheit ist ihm verhasst.
Schon kurz nach seiner Ankunft begegnet er jedoch seiner Jugendfreundin Johanna Wolf wieder, die in Bamberg als Heilerin arbeitet und eine Apotheke führt.
Cornelius entdeckt seine Liebe zu ihr wieder, doch Johanna zeigt in dieser Richtung kein Interesse und sieht ihn nur als Freund.
Wegen seiner medizinischen Kenntnisse wird Cornelius wenig später in den Palast des Fürstbischofs Johann Georg Fuchs von Dornheim gerufen, der unter Nierensteinen leidet. Cornelius führt eine Operation durch.
Durch die dadurch gewonnene Nähe zum bischöflichen Haushalt gerät Cornelius bald in die Ränke der Macht in der Stadt zwischen Bürgermeister Junius und den Ratsherren und dem despotischen Bischof.
Als es durch die abergläubischen Aussagen eines Jugendlichen zur Festnahme mehrerer der Hexerei verdächtiger Frauen kommt, beginnen Bischof Fuchs von Dornheim und sein Scherge, der herzlose Inquisitor Herrenberger in Bamberg die Hexenjagd.
Harmlose Frauen geraten in die Fänge der Inquisition, werden gefoltert und hingerichtet.
Fuchs von Dornheim, der die Prozesse nicht aus eigener Überzeugung führen lässt, nutzt den allgemeinen Wahn bald als Weg, Junius und seine Anhänger vom Stadtrat aus dem Weg zu schaffen. Die selbstbewussten Ratsherren landen in den Folterkammern Herrenbergers.
Cornelius Weinmann, der als Arzt die Untersuchung verdächtiger Personen auf Hexenmal durchführen soll, entdeckt bald, welches Intrigenspiel geführt wird, kann dagegen aber nichts tun.
Als er erleben muss, wie Johanna in Herrenbergers Gewalt gerät und als Hexe angeklagt werden soll, kann er nicht mehr tatenlos zusehen. Er flieht aus der Stadt und geht zurück nach Wien, um Kaiser  Ferdinand  darum zu bitten, Bischof Dornheim und seinen Handlangern Einhalt zu gebieten.
Der Kaiser, wenig interessiert an der Angelegenheit, lässt Cornelius jedoch kurzerhand verhaften und befiehlt, ihn Dornheim auszuliefern.
Die tatkräftige Hilfe eines Höflings, dessen Kind Cornelius das Leben rettete, bewahrt den jungen Arzt jedoch davor.
Dem Hexenwahn wird ein Ende gesetzt.
Johanna kommt frei und erfährt von Cornelius nun das Geständnis seiner Liebe.
Bischof Dornheim wälzt im Moment der Bedrängnis die Schuld auf seinen Untergebenen, den Weihbischof Friedrich Förner ab.
Im Abspann verlässt Dornheim in seiner prächtigen Kutsche Bamberg.

## Kritiken
„Dass man dabei die „Wanderhuren“-Kitschfilmfalle weiträumig umgehen kann, dass man über Hexenwahn und religiöses Eiferertum, seine Entstehung und seine Folgen einen abgeklärten, trotzdem emotionsaufgeladenen, stellenweise wütend machenden und bemerkenswert aktuellen Fernsehfilm machen kann, das führt Urs Egger mustergültig vor. [...] So geht Geschichtsfernsehen [...]. Man sollte es als Muster an alle Redaktionen schicken. Damit der „Wanderhuren“-Wahn ein Ende hat.“

„Was mehr braucht es als diese wohldokumentierte Vorlage für einen Historienfilm, der alles bietet, was dazugehört? Politische Intrige, Mord und Totschlag, Rettung in letzter Sekunde oder eben nicht, flackerndes Licht, dunkle Machenschaften, die Befreiung der Denkenden aus dem Würgegriff des Irrglaubens. [...] Was fehlt also? Richtig, eine Liebesgeschichte wie aus dem Arztroman [...]. [...] Von Spannung also weit und breit keine Spur in 108 Minuten. Allerdings auch keine von allzu üblem Trash. Stattdessen bietet der Film solides Handwerk.“